# Айах (приток Энца)
Айах (нем. Eyach) — река в Германии, протекает по земле Баден-Вюртемберг (на территории районов Кальв, Раштатт и Энц), речной индекс 23842. Приток реки Энц. Длина реки составляет 11,335 км, площадь водосборного бассейна — 52,614 км². Высота истока — 570 м, высота устья — 355 м.
Речная система — Энц → Неккар → Рейн.
Река Айах берёт начало при слиянии Бротенау и Дюррайха. Течёт на северо-восток через лесистое ущелье гор Шварцвальд отдалённо от населённых пунктов. Долина реки является охраняемой природной территорией. Впадает в Энц слева ниже по течению от населённого пункта Хёфен-на-Энце.
Вдоль всего левого берега проходит грунтовая автомобильная дорога.